# Новотатарские (организованная преступная группировка)
Новотатарские — организованная преступная группировка, возникшая в Казани в 1970-е годы.
Первым лидером группы является Ринат Хабибуллин («Манты»). После того как Хабибуллин был приговорен к тюремному заключению за убийство, руководство перешло к Даниялу Насриеву («Бандит»).  В 1988 году, после освобождения Ильдуса Сибгатуллина («Сипок»), начался конфликт внутри ОПГ, которая разделилась на «взрослую» (во главе с «Бандитом») и «молодую» (во главе с «Сипком») подгруппы. Сопротивление закончилось в 1991 году убийством «Бандита».
В начале 1990-х годов под контролем ОПГ находились речной порт, Центральный автовокзал, объединение «Мелита» и другие организации.
Сибгатуллин выбрал сторону «Жилки» в «Жилко-Севастопольской» войне, начавшейся в начале 1990-х годов, и стал одной из жертв той войны — был убит в 1992 году возле своего дома (ул. Камиля Якупа, г. 11). После этого главой ОПГ стал однокурсник Сибгатуллина Ильдар Джаббаров («Заппар»). В середине 1990-х годов бригады ОПГ начали воевать друг с другом, а руководители ОПГ сменилясь один за другим: Олег Романов (1993—1995, «Ромашка», убит в 1995 году возле своего дома, ул. Магистраль, 22), Рафаил Билалов («Рафка Белый», ?—1997, погиб собственной смертью); «Пиратёнок» (1996—1998, ушёл добровольно), Фарид Мустакимов («Мустаким», 1998—1999, ушёл добровольно), Альберт Сайфетдинов («Сайфутдин», убит в 1999 году на улице Зайцева), Альберт Сушенцев («Холик», 2000 г., объявлен законным вором).
С 2000 по 2010 годы члены ОПГ были приговорены к различным срокам тюремного заключения.